# Johan Reinholt Knapp
Johan Reinholt Knapp, född ca 1701, död 8 maj 1777 i Tyska S:ta Gertruds församling, Stockholm, var en svensk violinist.

## Biografi
Knapp var son till hovmusikanten Johann Knapp som var anställd 1696–1721.
Han inkom i Hovkapellet 1720 och blev kvar där till sin död.
Med sina 57 år är han en av de musiker som har varit anställd längst i Hovkapellet.
Även sonen Adolf Fredrik (ca 1749–1773) verkade som violinist i Hovkapellet innan han gick bort i lungsot.
Knapp var förebild till Knapen i Bellmans Fredmans sånger.

### Källnoter
1. 1 2  ArkivDigital online, läs online.[källa från Wikidata]
2. ↑    - Personerna i Fredmans Epistlar och Sånger på bellman.net